# The Fabulous Freebirds
Les Fabulous Freebirds était un clan de catch composé de Michael Hayes, Jimmy Garvin, Buddy Roberts, Terry Gordy qui travaillait pour le compte de la World Championship Wrestling et de la National Wrestling Alliance. Cette équipe fut la première à partager les titres par équipe entre les membres du clan, qui est désormais repris dans plusieurs fédérations de catch sous le nom de Freebirds Rules.

## Histoire
Les Fabulous Freebirds commencé à lutter ensemble en 1979 au sein de la Mid-South Wrestling quand le promoteur Bill Watts a créé l'équipe entre Michael "P. S." Hayes et Terry "Bam Bam" Gordy. À l'origine destiné à être une équipe, Buddy « Jack » Roberts a été ajouté au clan et est devenu un "gang à trois hommes", chose encore inhabituelle à l'époque. Ils ont inventé un concept qui est maintenant appelé les Freebird Rules en leur honneur. En général, ils travaillaient comme heel, mais a également eu plusieurs face turn.
Après avoir catché pour Bill Watts à la Mid-South Wrestling, ils ont travaillé à Memphis pour la Continental Wrestling Association où ils ont rivalisé avec Jerry Lawler et Bill Dundee.
Le groupe a ensuite catché pour le compte de la World Class Championship Wrestling, où ils avaient un légendaire rivalité avec les Von Erichs (David, Kevin, Kerry, Chris et Mike). La rivalité a pris de l'ampleur par un infâme incident dans lequel Terry Gordy a frappé la tête de Kerry Von Erich contre la porte d'une cage d'acier. Au cours de cette querelle, ils ont utilisé le drapeau des confédérés comme symbole de groupe par opposition avec celui qu'utilisait les Von Erichs, le drapeau du Texas, bien qu'ils ont choisi d'utiliser le drapeau de la Géorgie, qui, à l'époque contenait le drapeau des Confédérés pour la contrer.
Ils ont également effectué dans la NWA, affiliés à la Georgia Championship Wrestling, à la World Championship Wrestling, à la American Wrestling Association, et à l'Universal Wrestling Federation. Alors que dans la AWA ils ont rivalisé principalement avec Road Warriors, leurs coûtant les titres par équipe de la AWA dans un match contre un allié de longue date des Freebirds Jimmy Garvin et son partenaire Steve Regal.
Ils ont fait une brève apparition à la World Wrestling Federation en 1984, durant une partie de la période Rock 'n' Wrestling Connexion. À la WWF, ils ont lutté sous la direction du manager de Cyndi Lauper, David Wolff, mais ont quitté rapidement la promotion après une altercation avec André le Géant, qui était en colère quand les Freebirds furent arrivé en retard à un spectacle.
Le groupe s'est ensuite déplacé sur leur AWA exécuter, est retourné à la Classe du Monde, et puis a commencé un passage dans la UWF où Gordy est devenu la promotion du champion, Roberts a tenu sa TV titre, et Hayes généralement agi en tant que manager ou servi comme un talon commentateur de la télévision. Après JCP acheté UWF en 1987, Hayes a lutté de Classe Mondiale et de plusieurs promotions, parfois avec Gordy, qui ont commencé à passer la plupart de son temps au Japon, et Roberts a commencé à ralentir sa carrière.
Hayes et Garvin ont été jumelés comme les Freebirds dans la WCW en 1989, profitant de plusieurs règnes comme le Monde et les États-unis tag-team champions, et ont été rejoints par Gordy pour un certain temps ainsi. Plus tard, ils font appel aux services d'masqué troisième partenaire Fantasia/Badstreet et gestionnaire de Little Richard Marley. Les Freebirds dernier ensemble quand Hayes, Gordy, et Garvin a travaillé pour la Global Wrestling Federation en 1994, se terminant le groupe après 15 ans.
Leur nom a été inspiré par le Lynyrd Skynyrd chanson "Free Bird", qui serait sur le thème de la chanson jusqu'à ce que "Badstreet USA" (chanté, composé et co-écrit par Hayes) l'a remplacée en 1984. Il est souvent affirmé que les Freebirds ont été les premiers lutteurs pour utiliser l'entrée de la musique pour leur entrée sur le ring, bien que Gorgeous George utilisait de "Pompe" et étant antérieure aux Freebirds. Ils ont été pensés pour être le premier à utiliser un morceau de rock comme l'entrée de la musique, bien que Chris Colt, précédé d'un an, grâce à son utilisation de Alice Cooper "Welcome To My Nightmare".
Gordy est décédé d'une crise cardiaque, causée par un caillot de sang le 16 juillet 2001 à l'âge de 40 ans, alors que Roberts est mort le 29 novembre 2012, à l'âge de 67 ans, de la pneumonie et le 1er novembre 2012 Badstreet mort d'un présumé infarctus du myocarde ; de fait, Hayes et Garvin sont les seuls membres encore vivants des Freebirds,. Hayes (qui a pris sa retraite dans le ring de la concurrence, peu de temps après la Freebirds dissous) est actuellement à la tête de la route, les agents des producteurs au sein de la WWE, alors que Garvin à la retraite à partir de lutte, peu de temps après sa disparition et qui est devenue une compagnie Aérienne de Transport de Pilote.
Le 2 avril 2016, Les Fabulous Freebirds été intronisé au WWE Hall of Fame de La Nouvelle Journée.bien qu'ils intronisé Jimmy Garvin de leur WCW phase. Badstreet Brad Armstrong n'a pas été inclus dans l'induction.

## Freebird Rules
Au cours de leur carrière à la NWA, ils ont remporté plusieurs championnats par équipe. Tout en maintenant le titre, les promoteurs ont ajouté un sous-gimmick de l'équipe – "Freebird Rules" – qui a permis à deux de n'importe lequel des trois membres de l'équipe afin de défendre le titre sur un combat.
Cette règle a été reprise par un certain nombre d'autres fédérations :
| N°  | Clan                                                                                | Fédération                               | Année de début | Année de fin | Notes et références |
| --- | ----------------------------------------------------------------------------------- | ---------------------------------------- | -------------- | ------------ | --- |
| 1.  | The Fabulous Freebirds                                                              | Mid-South Wrestling (en)                 | 1979           | 1994         | |
| 2.  | The Midnight Express (en)                                                           | Southeastern Championship Wrestling (en) | 1980           | 1983         | |
| 3.  | The Russians (Ivan Koloff, Nikita Koloff et Krusher Khruschev)                      | National Wrestling Alliance              | 1985           | 1986         | [ 5 ] |
| 4.  | Demolition (Ax, Smash et Crush)                                                     | World Wrestling Federation               | 1993           | 1993         | |
| 5.  | The Heavenly Bodies (en) (Stan Lane, Tom Prichard et Bobby Eaton)                   | Smoky Mountain Wrestling                 | 1990           | 1990         | , |
| 6.  | The Wolfpac (Kevin Nash, Scott Hall et Syxx)                                        | World Championship Wrestling             | 1997           | 1997         | |
| 7.  | The Flock (Raven, Perry Saturn et Chris Kanyon)                                     | World Championship Wrestling             | 1999           | 1999         | |
| 8.  | The Jersey Triad (Diamond Dallas Page, Bam Bam Bigelow et Chris Kanyon)             | World Championship Wrestling             | 1999           | 1999         | Contrairement aux autres, cette équipe avait le droit de "switcher" entre partenaires pendant le match, tant qu'aucun d'entre eux n'était au sol. |
| 9.  | Triple X (Elix Skipper, Low Ki et Christopher Daniels)                              | Total Nonstop Action Wrestling           | 2003           | 2003         | |
| 10. | 3Live Kru (Konnan, B.G. James et Ron Killings)                                      | Total Nonstop Action Wrestling           | 2003           | 2004         | |
| 11. | Team Ca$h (Chri$ Ca$h (en), SeXXXy Eddy (en), Nate Webb (en) et J.C. Bailey (en))   | Combat Zone Wrestling                    | 2004           | 2005         | |
| 12. | Spirit Squad (Kenny, Johnny, Mitch, Nicky et Mikey)                                 | World Wrestling Entertainment            | 2006           | 2006         | |
| 13. | The Dudebusters (en) (Trent Barreta, Caylen Croft et Curt Hawkins)                  | Florida Championship Wrestling           | 2009           | 2010         | |
| 14. | The Beautiful People (Lacey Von Erich, Velvet Sky et Madison Rayne)                 | Total Nonstop Action Wrestling           | 2010           | 2010         | |
| 15. | The Band (Kevin Nash, Scott Hall et Eric Young)                                     | Total Nonstop Action Wrestling           | 2010           | 2010         | |
| 16. | The McGraws (Masky, Mini et Uncle Ulysses)                                          | Power League Wrestling (en)              | 2010           | 2010         | [ 8 ] |
| 17. | The Family (Jessie Godderz, Rob Terry, Mohamad Ali Vaez et Rudy Switchblade)        | Ohio Valley Wrestling                    | 2012           | 2012         | |
| 18. | The New Day (Big E, Kofi Kingston et Xavier Woods)                                  | World Wrestling Entertainment            | 2015           | 2020         | [ 9 ] |
| 19. | Cerberus (Ilja Dragunov, Julian Nero et Robert Dreissker/Dirty Dragan)              | Westside Xtreme Wrestling                | 2015           | aujourd'hui  | Robert Dreissker a été remplacé par Dirty Dragan en avril 2016 à la suite d'une blessure.                                                         |
| 20. | The Wyatt Family (Bray Wyatt, Randy Orton et Luke Harper)                           | World Wrestling Entertainment            | 2016           | 2016         | [ 11 ] |
| 21. | Bullet Club (Hangman Page, Matt et Nick Jackson, Kenny Omega, Cody et Marty Scurll) | Ring Of Honor                            | 2017           | aujourd'hui  | Néanmoins, seuls les trois premiers sont reconnus comme champions, les autres ont juste l'opportunité de défendre le titre.                       |
| 22. | The Undisputed Era (Adam Cole, Bobby Fish, Kyle O'Reilly et Roderick Strong)        | World Wrestling Entertainment            | 2017           | 2020         | |

Dans certains cas, le Freebird règle a été appliquée à des titres simples, surtout quand Chyna et Chris Jericho co-organisé le WWF Intercontinental Championship en 2000. d'Autres cas inclus lors de l'3 Count remporte le WCW Hardcore Championnat en 2000, et quand Matt Bentley et Frankie Kazarian co-organisé le TNA X Division Championship en 2004. En 2010, après Layla a remporté le WWE women's Championship, l'Équipe de Lay-Cool (Layla et Michelle McCool) co-détenait le titre. C'était une légère variation de la Freebird la règle, tandis que les deux divas défendu le titre, seulement Layla a été reconnu comme le porte-parole officiel. Plus tard cette même année, la même règle a été instituée lors de Michelle McCool a remporté le WWE Divas Championship; les deux membres de la Team Lay-Cool défendu le titre, mais seulement McCool a été reconnu comme porte-parole officiel.

## D'autres apparences
L'origine de trois Freebirds apparaître brièvement dans un match contre Greg Gagne, Les Tonga Enfant, et Jim Brunzell au cours de la séquence d'ouverture de l'1986 fantasy film Highlander, qui se produit lors d'un concert au Madison Square Garden (bien que la scène a été tournée à l'Brendan Byrne Arène à travers la rivière).

## Incarnations

### Mid-South Wrestling
| Membres       | Activités | Palmarès                                                                                 |
| ------------- | --------- | ---------------------------------------------------------------------------------------- |
| Michael Hayes | 1979      | Mid-South Tag Team Champion, NWA Mid-America Tag Team Champion                           |
| Buddy Roberts | 1979      | Mid-South Tag Team Champion, UWF Television Champion                                     |
| Terry Gordy   | 1979      | Mid-South Tag Team Champion, UWF Heavyweight Champion, NWA Mid-America Tag Team Champion |

### Continental Wrestling Association | Championship Wrestling Association
| Membres       | Activités |
| ------------- | --------- |
| Michael Hayes | 1980      |
| Buddy Roberts | 1980      |
| Terry Gordy   | 1980      |

### Georgia Championship Wrestling
| Membres       | Activités | Palmarès                                                                                     |
| ------------- | --------- | -------------------------------------------------------------------------------------------- |
| Michael Hayes | 1981-1982 | NWA National Tag Team Champion, NWA Georgia Tag Team Champion, PWI Tag Team of the Year 1981 |
| Buddy Roberts | 1981-1982 |                                                                                              |
| Terry Gordy   | 1981-1982 | NWA National Tag Team Champion, NWA Georgia Tag Team Champion, PWI Tag Team of the Year 1981 |

### World Class Championship Wrestling
| Membres       | Activités               | Palmarès |
| ------------- | ----------------------- | --- |
| Michael Hayes | 1980 ; 1982-1984        | NWA American Tag Team Champion, WCCW Six-Man Tag Team Champion, WON Tag Team of the Year 1980, WON Feud of the Year 1983-1984                                                                           |
| Buddy Roberts | 1980 ; 1982-1984 ; 1988 | WCCW Six-Man Tag Team Champion, WCCW Television Champion, WON Tag Team of the Year 1980, WON Feud of the Year 1983-1984                                                                                 |
| Terry Gordy   | 1980 ; 1982-1984 ; 1988 | NWA American Heavyweight Champion, NWA American Tag Team Champion, WCCW Six-Man Tag Team Champion, NWA Knuckles Champion (Texas version), WON Tag Team of the Year 1980, WON Feud of the Year 1983-1984 |

### National Wrestling Alliance
| Membres       | Activités | Palmarès                       |
| ------------- | --------- | ------------------------------ |
| Michael Hayes | 1983-1984 | WON Feud of the Year 1983-1984 |
| Buddy Roberts | 1983-1984 | WON Feud of the Year 1983-1984 |
| Terry Gordy   | 1983-1984 | WON Feud of the Year 1983-1984 |

### World Wrestling Federation | World Wrestling Entertainment
| Membres       | Activités   | Palmarès              |
| ------------- | ----------- | --------------------- |
| Michael Hayes | 1984 ; 2016 | WWE Hall of Fame 2016 |
| Buddy Roberts | 1984        | WWE Hall of Fame 2016 |
| Terry Gordy   | 1984        | WWE Hall of Fame 2016 |
| Jimmy Garvin  | 2016        | WWE Hall of Fame 2016 |

### American Wrestling Association
| Membres       | Activités |
| ------------- | --------- |
| Michael Hayes | 1985-1986 |
| Buddy Roberts | 1985-1986 |
| Terry Gordy   | 1985-1986 |

### Universal Wrestling Federation
| Membres       | Activités |
| ------------- | --------- |
| Michael Hayes | 1986-1987 |
| Buddy Roberts | 1986-1987 |
| Terry Gordy   | 1986-1987 |

### Jim Crockett Promotions
| Membres       | Activités |
| ------------- | --------- |
| Michael Hayes | 1987      |
| Buddy Roberts | 1987      |
| Terry Gordy   | 1987      |

### World Championship Wrestling
| Membres       | Activités | Palmarès |
| ------------- | --------- | --- |
| Michael Hayes | 1989-1992 | WCW United States Tag Team Champion, WCW World Six-Man Tag Team Champion, WCW World Tag Team Champion, NWA World Tag Team Champion (Mid-Atlantic version), NWA United States Champion |
| Terry Gordy   | 1989-1991 | |
| Jimmy Garvin  | 1989-1992 | WCW United States Tag Team Champion, WCW World Six-Man Tag Team Champion, WCW World Tag Team Champion, NWA World Tag Team Champion (Mid-Atlantic version)                             |

### Global Wrestling Federation
| Membres       | Activités | Palmarès              |
| ------------- | --------- | --------------------- |
| Michael Hayes | 1993-1994 |                       |
| Terry Gordy   | 1993-1994 | GWF Tag Team Champion |
| Jimmy Garvin  | 1993-1994 | GWF Tag Team Champion |

## Palmarès
- Georgia Championship Wrestling
  - 3 fois NWA National Tag Team Championship - Hayes et Gordy[14]
  - 1 fois NWA Georgia Tag Team Championship - Hayes et Gordy[15]
- Global Wrestling Federation
  - 1 fois GWF Tag Team Championship - Gordy et Garvin
- Mid-South Wrestling/Universal Wrestling Association
  - 2 fois Mid-South Tag Team Championship - Hayes et Gordy (1), Gordy et Roberts (1)
  - 1 fois UWF Heavyweight Championship - Gordy
  - 1 fois UWF Television Championship - Roberts
- NWA Mid-America
  - 2 fois NWA Mid-America Tag Team Championship - Hayes et Gordy
- Professional Wrestling Hall of Fame
  - Intronisés en 2015 – Roberts, Gordy et Hayes[16]
- Pro Wrestling Illustrated
  - Tag Team of the Year (1981) Michael Hayes et Terry Gordy[17]
  - Rang #3 pour le duo Michael Hayes et Terry Gordy parmi les 100 meilleures équipes durant les années PWI en 2003[18]
- World Championship Wrestling
  - 1 fois) NWA United States Heavyweight Championship - Hayes
  - 2 fois WCW United States Tag Team Championship - Hayes et Garvin
  - 1 fois WCW World Six-Man Tag Team Championship - Hayes, Garvin avec Badstreet
  - 2 fois NWA (Mid-Atlantic)/WCW World Tag Team Championship - Hayes et Garvin
- World Class Championship Wrestling
  - 1 fois NWA American Heavyweight Championship - Gordy
  - 1 fois NWA American Tag Team Championship - Hayes et Gordy
  - 6 fois WCCW Six-Man Tag Team Championship - Hayes, Gordy, Roberts (5) et Gordy, Roberts avec King Iceman Parsons(1)
  - 1 fois WCCW Television Championship - Roberts
  - 1 fois NWA Knuckles Championship (Texas version) - Gordy
- Wrestling Observer Newsletter
  - Tag Team of the Year (1980) - Gordy et Roberts
  - Feud of the Year (1983 et 1984) - Freebirds vs. The Von Erichs
  - Match of the Year (1984) - Freebirds vs. The Von Erichs (Kerry, Kevin, and Mike), Anything Goes match, le 4 juillet à Fort Worth
  - Wrestling Observer Newsletter Hall of Fame (2005)- Hayes, Gordy et Roberts
- WWE
  - WWE Hall of Fame (2016)[19] - Hayes, Roberts, Gordy et Garvin